# Ваља Каселор (Бакау)
Ваља Каселор (рум. Valea Caselor) насеље је у Румунији у округу Бакау у општини Липова. Oпштина се налази на надморској висини од 235 m.

## Становништво
Према подацима из 2002. године у насељу је живело 407 становника, од којих су сви румунске националности.